# La stanza degli orrori
La stanza degli orrori è un romanzo di Lincoln Child e Douglas Preston.
È, in ordine cronologico, la terza avventura che ha per protagonista l'agente dell'FBI Aloysius Pendergast.

## Trama
Il romanzo si svolge nell'odierna New York.

Durante degli scavi in un cantiere, viene scoperto un tunnel dell'800, contenente i cadaveri di trentasei persone, vittime di un oscuro serial killer di cui non si sospettava nemmeno l'esistenza. Un particolare trio formato dall'agente Pendergast, dall'archeologa Nora Kelly e dal giornalista d'assalto Bill Smithback si mette al lavoro per cercare di dare un volto al famigerato assassino. 

Improvvisamente però nuovi omicidi vengono commessi seguendo il medesimo modus operandi, un nuovo serial killer o lo stesso tornato dall'aldilà?

## Personaggi principali
- Aloysius Pendergast: enigmatico agente dell'FBI, segue le indagini;
- Nora Kelly: archeologa del Museo di storia naturale di New York;
- William Smithback: giornalista d'assalto, fidanzato di Nora Kelly;
- Anthony Fairhaven: imprenditore, proprietario del cantiere dove sono stati ritrovati i cadaveri;
- Patrick Murphy O'Shaughnessy: agente di polizia, aiutante sul campo dell'agente Pendergast.

## Edizioni
- Lincoln Child, Douglas Preston, La Stanza degli orrori, traduzione di Andrea Carlo Cappi, Sonzogno, 2003,  p. 468, ISBN 88-454-2406-5.